# Cattleya mantiqueirae
Cattleya mantiqueirae là một loài thực vật có hoa trong họ Lan. Loài này được (Fowlie) Van den Berg mô tả khoa học đầu tiên năm 2008.

## Hình ảnh

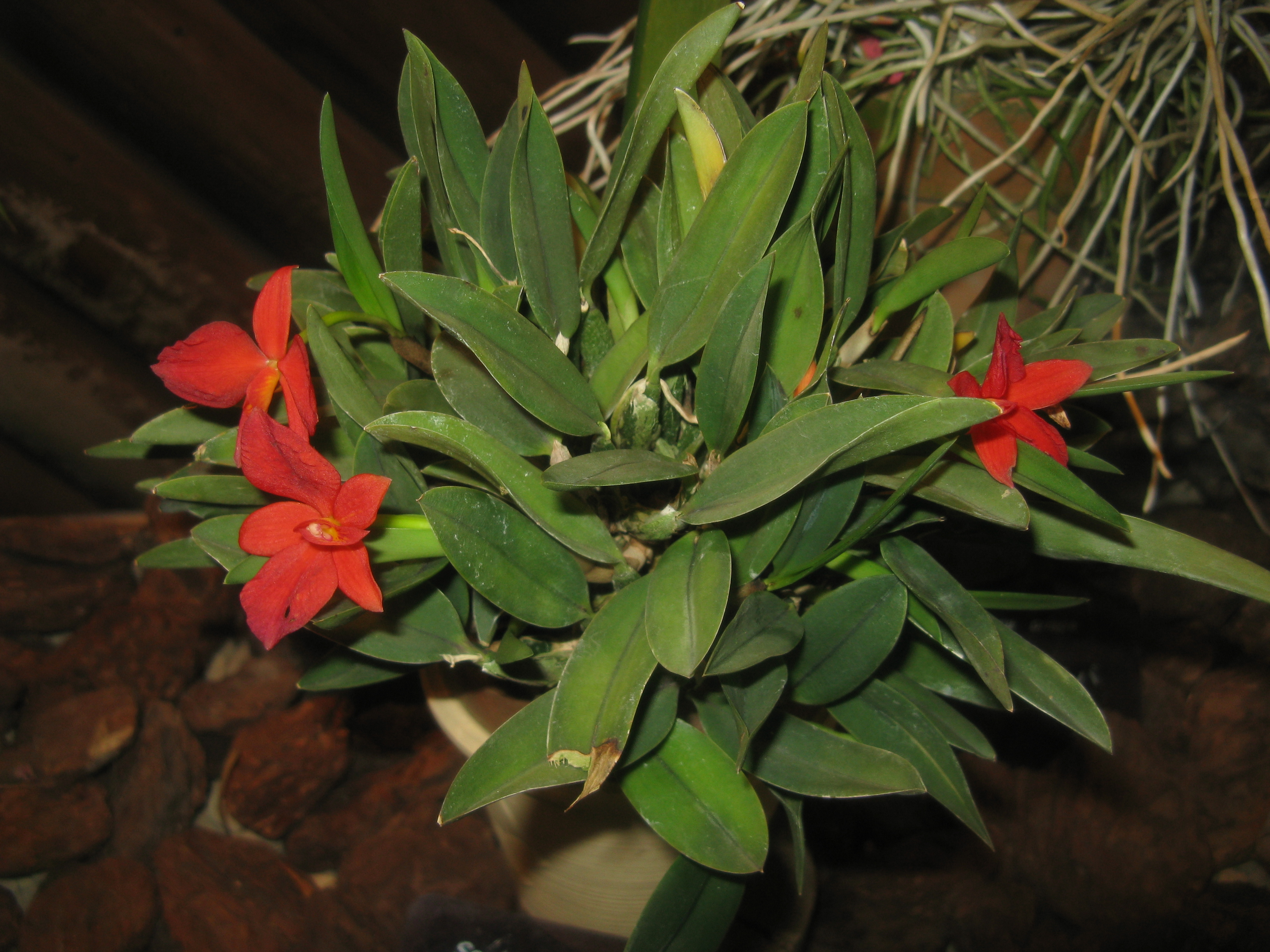